# Nelson Velásquez
Nelson Aníbal Velásquez Díaz (San Juan del Cesar, 15 de marzo de 1973) es un cantante y compositor colombiano de vallenato.

## Biografía
Nelson Velásquez es el hijo del reconocido cantante y acordeonero Aníbal Velásquez. Desde muy niño se inició en la música interpretando el acordeón, siendo su primera actuación en grupo en San Juan con una agrupación denominada Los Sensacionales, agrupación que también conformaba quien sería su acordeonero Emerson Plata. Más adelante fue llamado por la disquera orquídea records para un trabajo musical de varios artistas nuevos, sale el LP en 1995 llamado orquídeas vallenatos donde grabó ayúdame dios mío y volver éxito rotundo en Colombia canción de la feria de cali y de Colombia de 1995 la disquera orquídeas vallenatas decide lanzar para el año 1996 el álbum volver a triunfar donde se destacó la canción quiero saber de ti repiten la hazaña del año anterior la canción del año a nivel nacional ese año viajan a Venezuela, Ecuador, Perú, Estados Unidos, también se destacaron canciones del álbum volver a triunfar como mi soledad, no dudes de mí, di que sí, cada día te quiero más, después de tu para el año 1997 la disquera LG music compra la marca los inquietos del vallenato y siguen los éxitos sale el álbum  inquietos por el mundo se destacaron canciones como te sorprenderás, recuérdame, mi verdad, ahora que te vas, ámame no te olvides de mí. Siguieron los éxitos para la agrupación musical Los Inquietos Del Vallenato la disquería para el año 1998 lanza un álbum éxitos inquietos volumen 1 con las canciones más destacadas. Para el año 1999 lanzan el álbum presente y futuro donde lanzan la canción nunca niegues que te amo fue la canción del año en Colombia ese año los inquietos reciben disco de oro por ventas millonarias giras internacionales giras nacionales feria de cali feria de las flores de ese álbum se destacaron otras canciones como ven y dime vivimos lo nuestro será el final mi verdad, para el año 2000 lanza el álbum eternamente su primer sencillo ella era todo éxito en toda Colombia y su segundo sencillo perdóname la vida repite la hazaña del año anterior la canción del año  un año de muchos éxitos para los inquietos, ventas millonarias fisco de oro también se destacaron canciones como te pierdo y te pienso cuanto te amo, primavera azul Para el año 2001 lanzan el álbum sueños de Colombia su primer sencillo si tú estuvieras éxito rotundo seguidamente lanzan cuando de te vayas en las primeras listas de las estaciones de radio pero sus próximos sencillos entrégame tu amor y regálame una noche serían una locura en Colombia las preferidas por el público también sonó la canción después de amar Al final del año 2002 sale al álbum los inquietos por siempre  primer sencillo fue suave brisa número 1 en las principales emisoras se destacaron canciones como mi dulce amor no queda nada vete

## Trayectoria
Con el transcurrir del tiempo, para 1995 se le presenta la oportunidad de su vida para cantar como solista, se reúne con el acordeonero Niky López conformando una unión y parten hacia Medellín para poner en marcha sus carreras musicales. Participan en un proyecto musical del sello disquero Orquídea Records llamado Orquídeas Vallenatas, bajo la producción del conocido compositor y director Iván Calderón, siendo el tema interpretado por Nelson Velásquez y Niky López "Volver", de la autoría de Wilfran Castillo, el más exitoso del álbum sin proponérselo, siendo una de las canciones más escuchadas en Colombia ese año. Velásquez y López también grabaron para este proyecto musical las canciones: La muerte de Abel Antonio del mismo Abel Antonio Villa, Ayúdame Dios mío de Ángel Gil y Te quiero como eres.Más adelante fue llamado por la disquera orquídea records para un trabajo musical de varios artistas nuevos, sale el LP en el año 1995 llamado orquídeas vallenatos donde grabó ayudame dios mío y volver éxito rotundo en Colombia canción de la feria de cali y de Colombia de 1995 la disquera orquídeas vallenatas decide lanzar para el año 1996 el Álbum volver a triunfar donde se destacó la canción quiero saber de ti repiten la hazaña del año anterior la canción del año a nivel nacional ese año viajan a Venezuela ecuador Perú estados unidos, también se destacaron canciones del álbum volver a triunfar como mi soledad, no dudes de mi, di que sí, cada día te quiero más,después de tu para el año 1997 la disquera LG music compra la marca los inquietos del vallenato y siguen los éxitos sale el álbum inquietos por el mundo se destacaron canciones como te sorprenderas, recuérdame, mi verdad, ahora que te vas, amame no te olvides de mi. Siguieron los éxitos para el agrupación musical Los Inquietos Del Vallenato la disquería para el año 1998 lanzan un álbum éxitos inquietos volumen 1 con las canciones más destacadas.para el año 1999 lanzan el álbum presente y futuro donde lanzan la canción nunca niegues que te amo fue la canción del año en Colombia ese año los inquietos reciben disco de oro por ventas millonarias giras internacionales giras nacionales feria de cali feria de las flores de ese álbum se destacaron otras canciones como ven y dime vivimos lo nuestro será el final mi verdad , para el año 2000 lanza el álbum eternamente su primer sencillo ella era todo éxito en toda Colombia y su segundo sencillo perdóname la vida repite la hazaña del año anterior la canción del año un año de mucho éxitos para los inquietos ventas millonarias fisco de oro también se destacaron canciones como te pierdo y te pienso cuanto te amo, primavera azul Para el año 2001lanzan el Álbum sueños de Colombia su primer sencillo si tú estuvieras éxito rotundo seguidamente lanzan cuando de te vallas en las primeras listas de las estaciones de radio pero sus próximos sencillos entregame tu amor y regalame una noche serían una locura en Colombia las preferidas por el público también sono la canción después de amar Al final del año 2002 sale al álbum los inquietos por siempre primer sencillo fue suave brisa número 1 en las principales emisoras se destacaron canciones como mi dulce amor no queda nada vete suave brisa para el año 2005 lanzan el álbum buenos tiempos donde salen éxitos como me matará el sentimiento solo amame
Después de esta vivencia exitosa, Nelson Velásquez pasa a formar una agrupación con su amigo y compañero de toda la vida, el acordeonero Emerson Plata, conformando lo que se conocería como Los Inquietos del Vallenato, donde comienza la travesía de los dos músicos que con su talento, uno con su melodiosa voz y el otro con su maestría para interpretar el acordeón, se ganaron el cariño y la admiración de los amantes del vallenato no solo en San Juan del Cesar y Colombia, también en países como Venezuela, Ecuador, Monterrey en México, Panamá, Paraguay, Iquitos en Perú y las comunidades latinas en Estados Unidos y Europa.
Para el año 2006, lanza su primer trabajo como solista al lado de Emerson Plata, ya que el nombre del grupo que ellos crearon (Los Inquietos) no es de su propiedad, llamado Nelson Velasquez y la nueva era, del cual se desprenden éxitos como No he podido olvidarte, Ajena Y Vuelve vuelve, haciendo una gira por México llenando con 20 mil personas la discoteca más grande de América Latina ubicada en Monterrey. Al mismo tiempo, recibe disco de oro en México por superar las 100 000 copias vendidas, trabajo musical muy vendido en México, Colombia y Venezuela. Por si fuera poco recibe la Orquídea de Diamante en Maracaibo (Estado Zulia) ante 30 000 personas, el máximo galardón de los Premios Orquídea, premios que se dan por aclamación del público y aplausos.
Para el año 2007, lanza su segundo trabajo como solista llamado Conquistando corazones, del cual se desprende temas como Casualidad, uno de los temas vallenatos más visto de YouTube con casi 17 millones de visitas, y Por querer olvidarte, tema que fue la canción del año en toda Colombia.
Para el año 2009 lanza Como nunca, del cual se desprenden temas como Atrévete a quererme, El más valiente y Quiéreme. Ese año hace giras por Ecuador, Monterrey (México), Venezuela, Panamá, Estados Unidos y, por supuesto, Colombia. 
Debido a un accidente sufrido por Emerson Plata, que lo dejó varios meses incapacitado y fuera de los escenarios, Nelson Velásquez contrató a José Fernando "Morre" Romero para ser su acordeonero durante el tiempo de incapacidad de Plata. Luego que este se retirara de la agrupación en 2011, Morre Romero pasó a ser el acordeonero principal de Nelson Velásquez y con este grabó el álbum Un vallenato sin fronteras en 2012, del cual se desprenden temas como Esperando que vuelvas, tema que ocupó los primeros lugares en las emisoras de Colombia, y el segundo sencillo titulado Se te acabó el amor. La unión de Nelson Velásquez y Morre Romero termina abruptamente en 2015, para la agrupación se une, Nemer Yesid Tetay acompañando a Nelson, por un corto periodo , finalizada la etapa se reintegra Emerson Plata a la agrupación.
La música de Nelson Velásquez es muy reconocida y admirada en Monterrey (México), prueba de ello es haber sido el primer cantante de música vallenata que interpretó canciones en la moderna Arena Monterrey ante más de 10.000 personas en 2016, siendo además invitado permanente para cantar en este escenario al menos una vez al año. En 2017 y 2019, fue uno de los artistas principales del evento vallenato de Monterrey denominado El Vallenatazo.

## Disputa legal con Los Inquietos
En 2012, Nelson Velásquez fue demandado por el representante legal de Los Inquietos, Jair López, por daños y perjuicios ya que, según López, Velázquez viene interpretando temas que cantó en su época con el grupo y permite además que lo promocionen como "Los Inquietos", afectando la marca a nivel nacional e internacional. Por su parte, Velásquez se defendió asegurando que, por su cuenta, indagó con especialistas del tema que le han asegurado que "los únicos que tienen la autorización o el poder de negar que cierto artista cante sus canciones son los mismos compositores", asegurando además que tiene las autorizaciones por escrito de los compositores para seguir cantando esos temas de Los Inquietos. Velásquez subrayó que no ha usurpado el nombre de la agrupación a su beneficio sino al contrario "Nunca lo he hecho desde hace más de 12 años. No me interesa que me sigan enredando con ese nombre. Gracias a Dios, el nombre de Nelson Velásquez está muy bien posicionado… Busquen un contrato donde nosotros le autoricemos a cualquier empresario que nos ponga como Los Inquietos". Sin embargo, el programa colombiano La Red, del Canal Caracol, realizó una investigación, comprobando que existen afiches promocionando los conciertos de Nelson Velásquez con el nombre de Los Inquietos del Vallenato palabra clave "del Vallenato" el grupo siendo representado por Lopez se llamaba "Los Inquietos del Vallenato” Velásquez llamo su grupo Los Inquietos al lado de Emerson Plata..

## Discografía

### Con Los Inquietos
- Orquídeas Vallenatas (recopilación de varios artistas) (1995)
- Volver a Triunfar (1996)
- Inquietos por el Mundo (1997)
- Presente Y Futuro (1999)
- Eternamente (2000)
- Sueños De Colombia (2001)
- Por Siempre (2002)
- Buenos Tiempos (2004)

### Como solista
- Conquistando Corazones (2004)
- La Historia Continúa (2005)
- Como Nunca (2009)
- Vallenato sin Fronteras (2012)
- Inolvidables (2016)
- Nelson Velásquez (Live) (2023)
- Nelson Velásquez (2024)